# 石田淳也
石田 淳也（いしだ じゅんや、1984年5月21日 - ）は、愛知県名古屋市出身の元プロ野球選手（投手）。右投右打。プロでは育成選手であった。

## 経歴
愛工大名電高では3年春の選抜高校野球を経験するが出場なし。日本大学に進学。外野手として入部し、1年春にリーグ戦で安打を記録。後に同僚となる岡田幸文（中退）や長野久義と同期であった。4年春に主将となり、投手に転向すると1試合に登板したが秋からは長野に主将を交代した。リーグ通算6試合、打率.250、4打数1安打、0本塁打、0打点。投手では1試合、0勝0敗、2/3回、防御率13.50。
大学卒業後、一般就職したが野球を諦めきれずに2007年11月にNOMOベースボールクラブに入団。小池秀郎コーチらの指導で投手として再出発すると、3年目のびわこ杯2回戦で完封勝利。
2010年10月28日、プロ野球ドラフト会議にて千葉ロッテマリーンズから育成3位指名を受け、2010年12月2日、支度金100万円、年俸240万円で契約した（金額は推定）。
プロ1年目の2011年は、支配下登録はなかったが、12試合に登板。1試合ながら先発も経験するなどし、最終的には0勝1敗1セーブ、防御率3.14の成績を残したが、2012年は登板なしに終わり、10月7日付けで戦力外通告を受けた。引退後は地元で少年野球の指導にあたる。

## 選手としての特徴・人物
投手経験は浅いが、最速149km/hのストレートとキレ味鋭いカーブが武器。ドラフト指名後、所属していたNOMOベースボールクラブの創設者である野茂英雄からフォークを伝授された。

## 詳細情報

### 年度別投手成績
- 一軍公式戦出場なし

### 背番号
- 124 （2011年 - 2012年）